# ترزا پرگنرووا
ترزا پرگنرووا (چکی: Tereza Pergnerová؛ زادهٔ ۲۵ ژوئن ۱۹۷۴) بازیگر، روزنامه‌نگار و خواننده اهل جمهوری چک است.
از فیلم‌ها یا مجموعه‌های تلویزیونی که وی در آن‌ها نقش داشته است، می‌توان به ژیلتکی و ساختمان پزشکان در باغ رز اشاره نمود.